# امانوئل لاته لت
امانوئل لاته لت (انگلیسی: Emmanuel Latte Lath؛ زادهٔ ۱ ژانویهٔ ۱۹۹۹) بازیکن فوتبال اهل ساحل عاج است.
از باشگاه‌هایی که در آن بازی کرده‌است می‌توان به باشگاه فوتبال آتالانتا و باشگاه فوتبال دلفینو پسکارا اشاره کرد.

## دوران باشگاهی
لاته لت پس از حضور در تیم آتالانتا پریماورا، برای فصل ۱۷–۲۰۱۶ به تیم بزرگسالان ارتقا یافت.
در ۱۳ اوت ۲۰۱۶، او اولین بازی خود را برای بزرگسالان به عنوان بازیکن تعویضی در پیروزی ۳-۰ مقابل باشگاه فوتبال کرمونزه در کوپا ایتالیا انجام داد و در دقیقه ۷۷ جایگزین پاپو گومز شد. دومین حضور او در این رقابت‌ها در اواخر نوامبر و در یک پیروزی ۳-۰ دیگر برای لا دئا، این بار در مقابل رقیب سری آ، باشگاه فوتبال پسکارا رخ داد. در ۱۱ ژانویه ۲۰۱۷، این جوان ساحل عاجی اولین گل بزرگسالان خود را برای آتالانتا در شکست ۳-۲ کوپا ایتالیا مقابل یوونتوس به ثمر رساند.